# Ryder Hesjedal

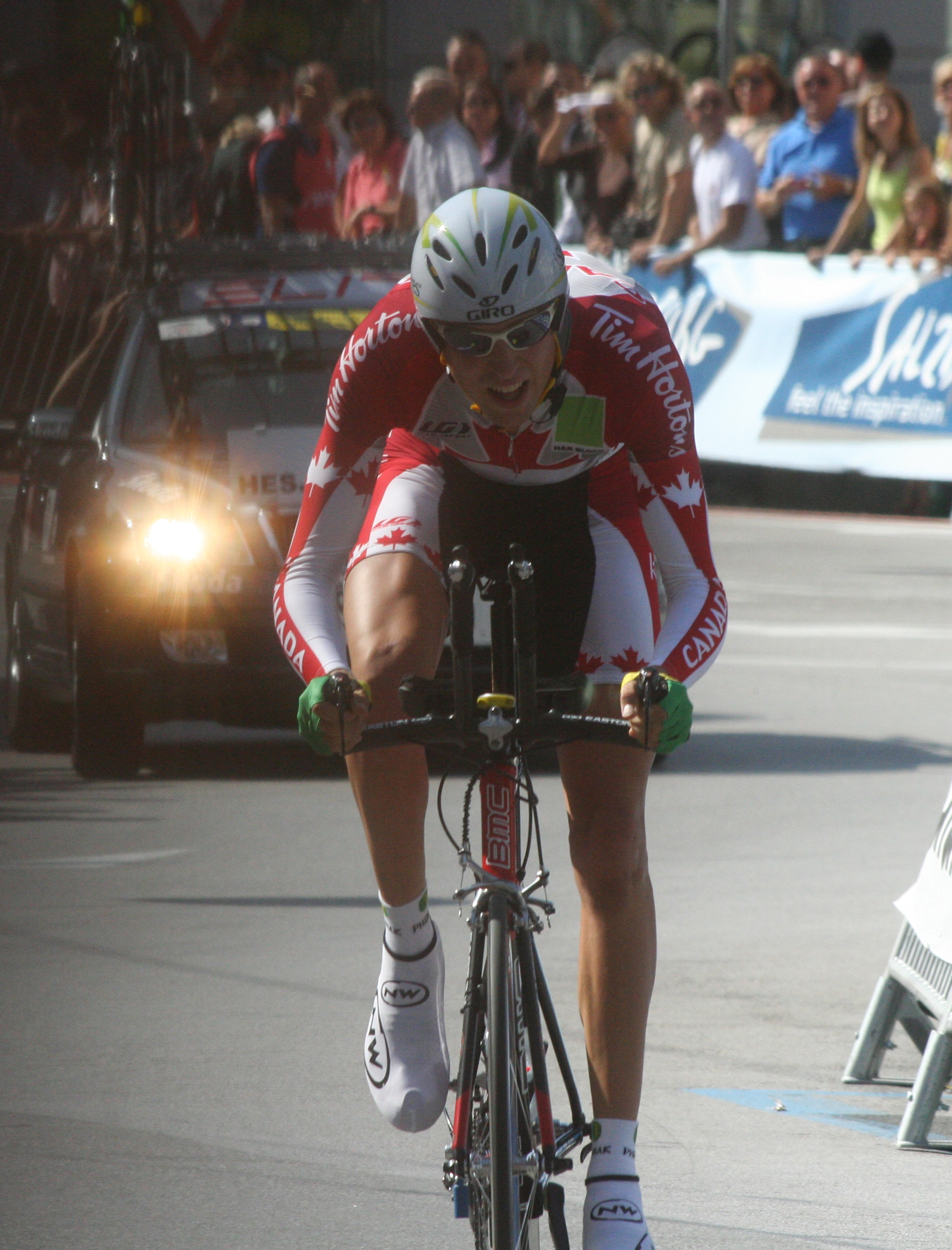
Ryder Hesjedal under världsmästerskapen 2006.

Ryder Hesjedal, född 9 december 1980 i Victoria, British Columbia, är en kanadensisk professionell tävlingscyklist. Han vann sin första Grand Tour i maj 2012 när han tog hem segern i Giro d’Italia 2012.
Han tävlar för Garmin-Barracuda. Hesjedal är framförallt en bra tempoloppsåkare och bergsspecialist.

## Karriär
Ryder Hesjedal har tidigare tävlat i mountainbike och tog bland annat en silvermedalj i disciplinen på U23-världsmästerskapen 2001. Hesjedal tog under sin mountainbike-karriär sju medaljer i olika mästerskap.
Hesjedal blev professionell landsvägscyklist 2004 med det amerikanska stallet US Postal Service presented by Berry Floor efter att ha tillbringat några år i Rabobanks amatörstall. Stallet bytte namn till Discovery Channel Pro Cycling Team säsongen 2005 och under året blev Hesjedal uttagen till Discovery Channels laguppställning till Giro d'Italia. Där var han med och hjälpte stallkamraten Paolo Savoldelli att vinna tävlingen, men själv kom Ryder Hesjedal aldrig till slutet av tävlingen. 
Efter säsongen 2005 fortsatte Hesjedal till det schweiziska stallet Phonak Hearing Systems. Som cyklist i det schweiziska stallet slutade han fyra på Katalonien runt 2006 efter David Cañada, Santiago Botero och Christophe Moreau. Han slutade också tvåa i de kanadensiska tempoloppsmästerskapen samma år. Han fick också plats i Phonak Hearing Systems stall till Vuelta a España där han gjorde en del bra resultat. Efter halva tävlingen lämnade Hesjedal dock för att förberedda sig inför världsmästerskapen i Salzburg. Trots det misslyckades han med att göra ett bra resultat i tävlingen.
Efter säsongen 2006 slutade hörapparatsföretaget Phonak Hearing Systems sponsra stallet av ekonomiska skäl, men också med anledning av dopningsproblem. Hesjedal flyttade därför tillbaka till Nordamerika och blev där kontrakterad av det amerikanska stallet Health Net Pro Cycling Team Presented by Maxxis. Under säsongen 2007 vann han de kanadensiska nationsmästerskapen i tempolopp. Han vann också bergspristävlingen i Tour de Georgia. 
Året därpå skrev Hesjedal på ett kontrakt med Garmin-Chipotle presented by H3O och blev uttagen till både deras Giro d'Italia och Tour de France-lag. Under säsongen 2008 slutade han trea på det franska endagsloppet GP d'Ouverture. I Giro d'Italia 2008 hjälpte han sitt stall att vinna lagtempoloppet.
Hesjedal blev uttagen till Kanadas trupp till de Olympiska sommarspelen 2008 i Peking. Han slutade på 56:e plats i tävlingens linjelopp.
Under säsongen 2009 slutade Hesjedal på femte plats under Clásica San Sebastián bakom Carlos Barredo, Roman Kreuziger, Mickael Delage och Peter Velits. Hesjedal tog sin första seger utanför Nordamerika i september 2009 när han vann etapp 12 av Vuelta a España. På etapp 10 av tävlingen slutade han på andra plats bakom Simon Gerrans.
2010 slutade Hesjedal på andra plats på Amstel Gold Race. I maj vann han etapp 8 av Tour of California framför George Hincapie och Carlos Barredo. Samma dag blev det klart att kanadensaren slutade tävlingen på femte plats bakom Michael Rogers, David Zabriskie, Levi Leipheimer och Chris Horner.
Hesjedal slutade sjua i sammandraget på Tour de France 2010. I september slutade han på fjärde plats i Grand Prix Cycliste de Québec och tog tredje platsen på Grand Prix Cycliste de Montréal.
Ryder Hesjedal tog sin första Grand Tour-seger när han vann Giro d'Italia 2012, 16 sekunder framför tvåan, Team Katushas Joaquim Rodriguez. Hesjedal blev därmed den förste kanadensare någonsin att vinna ett Giro. Under loppet vann han också en etapp.
I september 2014 tog Hesjedal hem den fjortonde etappen av Vuelta a España.

## Stall
- Rabobank TT3 2002–2003
- US Postal Service-Berry Floor 2004
- Discovery Channel Pro Cycling Team 2005
- Phonak Hearing Systems 2006
- Health Net presented by Maxxis 2007
- Garmin-Chipotle presented by H3O 2008–